# Подводные лодки типа I-373
Подводные лодки типа I-373 (яп. 伊号第三七三潜水艦), также известные как тип «D2» — серия японских дизель-электрических транспортных подводных лодок периода Второй мировой войны. Созданы на основе подводных лодок типа I-361, отличаясь от них увеличенной грузоподъёмностью. Планировалось построить шесть подводных лодок этого типа, однако строительство пяти из них было отменено и было заложено только две подводные лодки этого типа, из которых в строй вступила лишь одна.

## Представители
| Заводской номер | Дата закладки                 | Спуск на воду                 | Ввод в строй                  | Судьба                                                                 |
| --------------- | ----------------------------- | ----------------------------- | ----------------------------- | ---------------------------------------------------------------------- |
| I-373           | 15 августа 1944               | 30 ноября 1944                | 14 апреля 1945                | потоплена подлодкой «Спайкфиш» в районе Шанхая, 14 августа 1945        |
| I-374           | 24 октября 1944               | 1944                          | —                             | строительство отменено в марте 1945 на 40 % готовности, пущена на слом |
| I-375—I-378     | строительство отменено в 1945 | строительство отменено в 1945 | строительство отменено в 1945 | строительство отменено в 1945                                          |